# 내동초등학교 (경기)
내동초등학교는 대한민국 경기도 의왕시에 있는 공립 초등학교이다.

## 학교 연혁
- 2007년 3월 27일 내동초등학교 인가(24학급)
- 2013년 3월 1일 내동초등학교 개교
- 2013년 3월 1일 15학급 편성 및 초대 최흥관 교장 부임
- 2013년 4월 30일 학교 숲 가꾸기 완공
- 2013년 6월 5일 개교식 거행 및 내동글마루 개관
- 2013년 9월 2일 돌봄교실 개관
- 2013년 11월 21일 영어체험교실 개관
- 2014년 2월 13일 제1회 졸업식
- 2014년 3월 1일 20학급 편성
- 2014년 4월 9일 돌봄2교실 개관
- 2015년 2월 13일 제2회 졸업식
- 2015년 9월 1일 제2대 권봉룡 교장 취임
- 2022년 9월 2일 제3대 김영자 교장 취임
- 2024년 3월 1일 32학급(특수학급 1)편성

## 참고 자료
- 내동초등학교 - 한국교육학술정보원 학교알리미